# (7418) Akasegawa
(7418) Akasegawa (1991 EJ1) – planetoida z pasa głównego asteroid okrążająca Słońce w ciągu 3,62 lat w średniej odległości 2,36 j.a. Odkryta 11 marca 1991 roku.